# Rinke Tolman
Rinke Tolman (Oosterzee, 25 mei 1891 – Amersfoort, 12 maart 1983) was een Nederlandse veldbioloog, "natuurpropagandist", schrijver en vertaler van een groot aantal natuurboeken, alsook dichter, journalist en ereburger van Soest. Naar hem is aan de Soester Eng het Rinke Tolmanpad vernoemd.

## Jeugd
Rinke Tolman werd op 25 mei 1891 geboren in Oosterzee bij het Tjeukemeer, als de zoon van Tjibbe Tolman en Jantje Koopman. Hij werd Rinke genoemd naar zijn grootvader van moeders kant. Twee jaar na Rinke's geboorte verhuisde het gezin naar Wijtgaard, een dorp even ten zuiden van Leeuwarden. Daar groeide Rinke op en leerde hij vissen en zoeken naar kievitseieren.  Na de lagere school ging hij naar de normaalschool in Leeuwarden. Daarvoor moest hij iedere dag van Wijtgaard naar Leeuwarden lopen. In 1903 overleed zijn moeder op 37-jarige leeftijd.
In 1907 deed hij toelatingsexamen voor de Rijkskweekschool in Groningen, samen met 120 andere kandidaten, waarvan er maar 20 zouden worden toegelaten, waaronder Rinke. Vlak voor het examen in 1910 kreeg hij problemen met de directeur. “Een klein geschil, de moeite niet waard, maar het was oorzaak dat de Friese stijfkop de benen nam.” Hij vertrok vanuit Groningen te voet naar huis. Om half twee 's middags begon hij zijn wandeltocht. Om half drie 's nachts kwam hij thuis.
In 1911 ging Tolman in militaire dienst. Het jaar daarna hervatte hij zijn studie voor onderwijzer in Amsterdam. In 1913 deed hij examen, maar daar zakte hij voor (onder andere vanwege een onvoldoende voor het vak “kennis der natuur”). Hij leerde de Amsterdamse onderwijzeres Catharina Roelina (Käthe) Mussche kennen. Ze trouwden op 21 oktober 1914.

## Journalistiek
Om in zijn levensonderhoud te voorzien ging Tolman filmbesprekingen schrijven voor het weekblad De Groene Amsterdammer en boekbesprekingen voor het blad Op de Hoogte : maandschrift voor de huiskamer. Al snel begon hij ook natuurschetsjes te schrijven voor de Nieuwe Rotterdamsche Courant. In 1918 kreeg hij een tijdelijke baan bij het Utrechtsch Provinciaal en Stedelijk Dagblad op de redactie buitenland. Hij leerde verschillende vreemde talen, wat hem later van pas kwam toen hij Noorse, Zweedse en Deense natuurboeken vertaalde.
Nadat hij een vaste betrekking kreeg bij het Utrechts Dagblad, vestigde hij zich met Käthe in de stad Utrecht. Na korte tijd verhuisden ze naar Den Dolder. In 1922 betrok het echtpaar een woning aan de Nieuweweg in Soest.
In 1920 werden zijn natuurfeuilletons uit het Utrechts Dagblad gebundeld als De bloei der seizoenen en uitgegeven bij Oosthoek. Toen Tolman werd benoemd tot redacteur buitenland,  kon hij verhuizen van de Nieuweweg naar Huize Vredehof aan de Bosstraat in Soest. In 1934 werd hoofdredacteur Ritter - vriend en beschermheer van Rinke - bij het Utrechts Dagblad opgevolgd door dr. Loohuis, die duidelijk pro-Duitse sympathieën had. Dat leidde ertoe dat Tolman zijn baan moest opzeggen.

## Fries dichter
Rinke Tolman debuteerde al in 1914 als dichter in het Friese weekblad Sljucht en Rjucht. Hij voelde zich verwant met de Jongfriezen. Een botsing met de dichter Douwe Kalma was mede de aanleiding dat Tolman stopte met dichten en pas weer begon na zijn zeventigste verjaardag.
Een citaat uit het gedicht Jûnstinken (Avondgedachte):

Aaisiker wie ik, angler, fûgler, blommeploitser.

Djip ûnder 't klaad fan himels simmertinte,

Djip ûnder 't fjowerjen fan de wolkesn,

Foel 't ritme fan myn fuotten gear,

Mei 't ritme fan myn swalkersnocht....

(Eierzoeker was ik, hengelaar, vogelaar, bloemplukker.
Diep onder 't kleed van 's hemels zomertent,
Diep onder 't galopperen van de wolken,
Viel 't ritme van mijn voeten saam
Met 't ritme van mijn zwerverszin....)

## Natuurmagazine
Tolmans wens om net als Jac. Thijsse een natuurblad uit te geven komt uit in 1929 als het blad De Wandelaar verschijnt. Het moet dan concurreren met al veel langer bestaande bladen als De Levende Natuur. De verkoop van De Wandelaar loopt in 1935 terug en de uitgever besluit Tolman te ontslaan. In 1937 lukt het Rinke om weer een nieuw natuurblad uit te laten komen: In weer en Wind. Op 4 mei 1942 wordt Tolman door de Grüne Polizei ingerekend en naar het Kamp Sint-Michielsgestel gevoerd. Hij zal daar tot 19 februari 1943 als gijzelaar gevangen worden gezet. Met zijn vrouw zou hij in 1948 het bundeltje Wij vergeten niet ..., verzen van oorlog en bevrijding schrijven onder het pseudoniem R. van Oosterzee. Hierin is een gedicht opgenomen over Sint-Michielsgestel. De papierschaarste maakt dat het uitkomen van In Weer en wind steeds moeilijker wordt. Het aantal abonnees loopt door de oorlog sterk terug. In 1950 fuseren De Wandelaar en In Weer en Wind met als hoofdredacteur Fop I. Brouwer. De titel De wandelaar in weer en wind zal tot 1955 blijven bestaan.

## Soest
Van 1947 tot 1949 was Tolman lid van de gemeenteraad voor de Partij van de Arbeid. Dit zou leiden tot een plukverbod van klokjesgentiaan en gele brem binnen de gemeente. Toen de gemeente plannen maakte voor een nooit gerealiseerd Centrumplan moest Rinke Tolman verhuizen van zijn huis aan de Parklaan naar een flat aan de rand van de Soester Eng.
Het gebied waar Tolman veel over schreef was de omgeving van Soest. Niet alleen de Soester Duinen (ook wel aangeduid met "Lange en Korte Duinen") en de Soester Eng, maar ook de Eempolders en het Soesterveen. In 1973 schreef hij voor het laatst over de Soester natuur. Tolman heeft ook lange tijd een vergunning gehad van de Nederlandse Spoorwegen om de spoorbermen te mogen betreden en daar natuurstudie te doen.
De gemeente Soest benoemde hem tot ereburger en looft sinds 1993 de driejaarlijkse Rinke Tolman-poëzieprijs uit. In 1960 werd Rinke vanwege zijn vaderlandslievend werk tijdens de oorlog en voor zijn baanbrekend werk voor de natuurbescherming benoemd tot Ridder in de orde van Oranje-Nassau.
In Soest bevond zich vanaf 1970 aan de Smitsweg de Rinke Tolman-school en de daarbij behorende kleuterschool 'De Kievit'. Deze school is inmiddels gesloopt en heeft plaats gemaakt voor een breed educatief centrum.
Er is ook een Rinke Tolmanpad dat loopt van de Parklaan naar de Kolonieweg, aan de rand van de Soester Eng.
Nadat hij was opgenomen in verpleeghuis De Lichtenberg stierf hij in 1983. Op zijn graf op de Algemene Begraafplaats Soest aan de Veldweg op de Soester Eng siert een kievit zijn grafsteen. Ter herdenking aan zijn 100ste geboortedag werd door Museum Soest een tentoonstelling van zijn werk en dat van geestverwante tijdgenoten ingericht.ingericht.

### Als co-auteur in verzamelbundels
- De roep der velden (1927)
- De tooi der getijden (1927)
- De luister van het land (1928)
- De Zuiderzee(1932)
- Karakter, kennis en kunst (1928)
- Wij vergeten niet verzenbundel onder het pseudoniem R. van Oosterzee samen met zijn vrouw Käthe Mussche (1948)

### Albums van Kanis & Gunnink
Rinke Tolman maakte samen met de illustrator Rein Stuurman een aantal plaatjes-albums voor koffiebranderij Kanis & Gunnink:
- Kromme snavels, scherpe klauwen 1-29 (1950)
- Al in de groene weei 1 t/m 32 (1952)
- Dieren als toeristen 1 t/m 32 (1953)
- Lief en leed der zoogdieren 1 t/m 48 (1954)
- Gevleugelde muzikanten, deel 1 t/m 48 (1954)
- Luister van Zuid-Friesland 1 t/m 52 (1956)
- Vogelglorie 1 t/m 48 (1957)
- Schoon en nijver Zuid-Groningen 1 t/m 52 (1957)
- Veluwe vacantieland 1 t/m 52 (1958)
- 't Allernieuwste land 1 t/m 52 (1963)
- Zo leer je de vogels kennen II 51 t/m 100 (1961)
- Zo leer je de vogels kennen III 101 t/m 150 (1962)
- Zo leer je de vogels kennen IV 101 t/m 150 (1963)

### Vertalingen
- Bengt Berg, Met de trekvogels naar Afrika (1927)
- Bengt Berg, Abu Markúb(1928)
- Bengt Berg, Mijn vriend uit Lapland (1929)
- Bengt Berg, De laatste arenden (1930)
- Bengt Berg, De vliegende draak, de lammergier van de Himalaya (1932)
- Bengt Berg, De liefdesgeschiedenis van een wilde gans (1930)
- Kurt Bauer en Fred Spilzenberger. Vogelparadijzen der wereld (1968)
- William Bridges, Zie en ken alle wilde dieren der aarde
- A. Dinand, Zakboek der geneeskunde
- F.M.Engel, Het nieuwe vogelboek
- Albro Paul, Insecten, een fantastische wereld
- Mikkjèl Fönhus, De wildernis bruist
- Hans Hvass en Sikker Hansen, Bij de dieren buiten
- Hans Hvass, Vogels der wereld
- Hans Hvass, Reptielen en amphibieën der wereld
- Konrad Günter, Het leven der dieren
- Konrad Günter, Het leven der insecten
- Bertha Morris Parker, De wondere natuur
- Ludwig-Koch-Isenberg, Planten Brehm : Zwerftocht door het Plantenrijk (vertaling, bewerking en aanvulling door Tolman; [1961]). Amsterdam : Scheltens & Giltay. OCLC 64199633
- Friedrich Schnack, Het wondere leven der vlinders
- Frank S. Stuart, Wilde wieken
- Frank S. Stuart, Een duiker uit de Poolzee
- Frank Wenzel, Sprookjesvogel: de wespendief

- Biografisch Portaal: 41005524
- Digitale Bibliotheek voor de Nederlandse Letteren: tolm001
- International Standard Name Identifier: 0000 0003 9757 335X
- Library of Congress Control Number: n85815173
- Nederlandse Thesaurus van Auteursnamen: 068058845
- Virtual International Authority File: 33009749
- WorldCat: E39PBJtMqW9dF8xTHgGCq8bDbd